# Riki Nakaja
Riki Nakaja (japonsky 中矢 力; * 25. červenec 1989 Macujama, Japonsko) je japonský zápasník – judista. Je stříbrným medailistou z olympijských her v Londýně v roce 2012.

## Sportovní kariéra
S judem začal v 5 letech. Světový poháru začal objíždět v roce 2010 a v roce 2011 se stal poprvé mistrem světa.
V roce 2012 svedl tvrdou nominaci s Hirojuki Akimotem o možnost startu na olympijských hrách v Londýně a vyhrál. V semifinále olympijských her se utkal s Nizozemcem Dexem Elmontem a vyhrál až na praporky rozhodčích po prodloužení. Ve finále proti Isajevovi z Ruska byl od úvodu aktivnější. Isajev čekal na kontrachvat, který mu umožnil minutu a půl před koncem za juko a toto bodové manko již nedokázal smazat. Získal stříbrnou olympijskou medaili.

## Výsledky
| Olympijské hry    | —  |   |   |    | 2. |    |    |    |  |  |  |  |  |  |  |  |  |  |  |  |  |
| Mistrovství světa |    | — | — | 1. |    | 7. | 1. | 2. |  |  |  |  |  |  |  |  |  |  |  |  |  |
| MS juniorů        | 3. |   |   |    |    |    |    |    |  |  |  |  |  |  |  |  |  |  |  |  |  |